# بلدية غويانيزيا
بلدية غويانيزيا هي بلدية في البرازيل، تتبع غوياس، بلغ عدد سكانها 59٬549  نسمة، في 2010، تبلغ مساحتها 1٬547٫274 كيلومتر مربع.

## الموقع
تشترك في الحدود مع:
- Jaraguá, Goiás [الإنجليزية]‏.